# 마요 광장

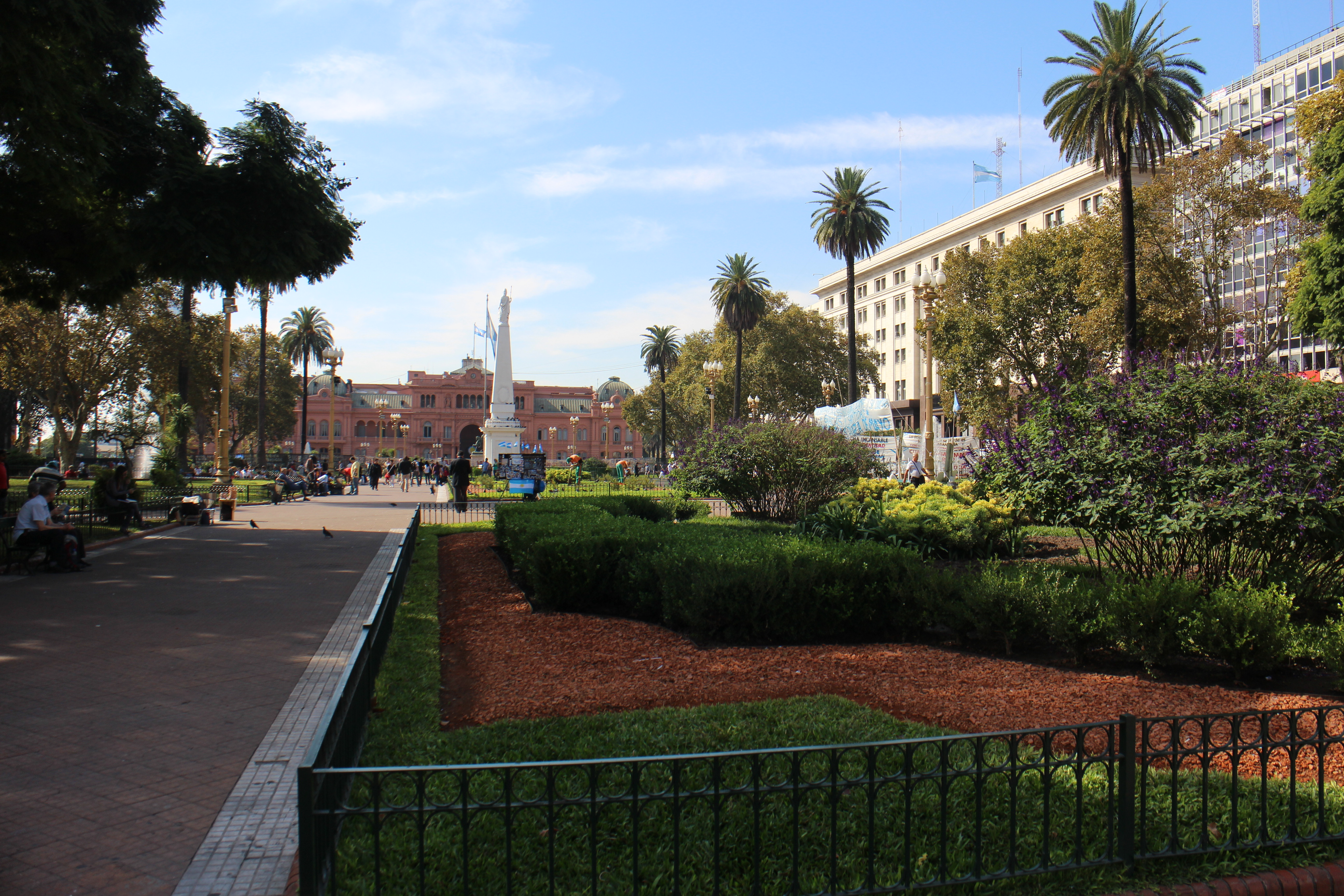
마요 광장

마요 광장(스페인어: Plaza de Mayo)은 아르헨티나 부에노스아이레스의 광장이다. 5월 광장이라고도 부른다.
부에노스아이레스 시에 있는 유서 깊은 광장으로 1580년 여기서 제2차 부에노스아이레스 시의 건설이 시작되었고, 아르헨티나 독립의 첫걸음이 된 18세기초의 5월혁명을 비롯하여 갖가지 정치적 사건의 무대가 되어 왔다. 광장 중앙에는 5월탑과, 독립운동 당시의 영웅 마누엘 벨그라노 장군의 기마상이 서 있다.